# Зинджирли-медресе
Зинджирли́-мєдрєсє́ (крим. Zıncırlı medrese — Медресе з Ланцюгом) — медресе, засноване 1500 року Менґлі Ґераєм у Салачику біля Бахчисарая (тепер це передмістя останнього Старосілля). Найстаріша збережена будівля навчального закладу в Україні, єдине вціліле за радянських часів історичне медресе Криму.

## Архітектура

План Зинджирли-медресе

Будівля Зинджирли-медресе — кам'яна, квадратна в плані, одноповерхова, з внутрішнім двориком, де у давнину містився фонтан.
По периметру дворика медресе — аркадна галерея, перекрита десятьма напівсферичними куполами на парусах, спертих на стрільчаті арки і стовпи. З трьох боків галереї розташовано житлові та навчальні приміщення зі стрільчатими склепіннями.
Суворий екстер'єр споруди нагадує фортецю. У прорізі єдиних дверей висить залізний ланцюг — щоб кожен, хто заходить до медресе, нахиляв голову. Над дверима вмонтовано кам'яну плиту з написом:
|  | Це училище за допомогою Всемилостивого Бога наказав звести Менґлі-Ґерай-Хан, син Хаджі-Ґерай-Хана, нехай продовжить Бог царство його до скінчення віку. 906 рік. |

## Історія

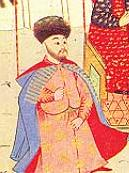
Менґлі I Ґерай

### Будівництво
Зинджирли-медресе було збудоване у 1500 році кримським ханом Менґлі I Ґераєм.
Медресе мало надати престиж вченості новій резиденції ханів — на противагу медресе хана Узбека у покинутому ними Солхаті.

### Під владою Російської імперії
У 1868 році до курсу навчання введено російську мову та писемність.
Зинджирли-медресе володіло значним вакуфним майном:
- ділянками землі Сир Каїр та біля села Улукуль (Улакли) (загальна площа двох ділянок — 4578 десятин 417 саженей),
- близько 300 десятинами вакуфа Муфтерем-бай біля села Алма-Тамак,
- 24,5 десятинами біля села Актачи Євпаторійського повіту,
- садом із кладовищем біля самого медресе,
- садибою на ділянці Орта-Кесек-Улукол (нині частина села Углове),
- 3 лавками в Бахчисараї на базарі Араста та 2 магазинами у Євпаторії.

### Зинджирли-медресе у XX столітті

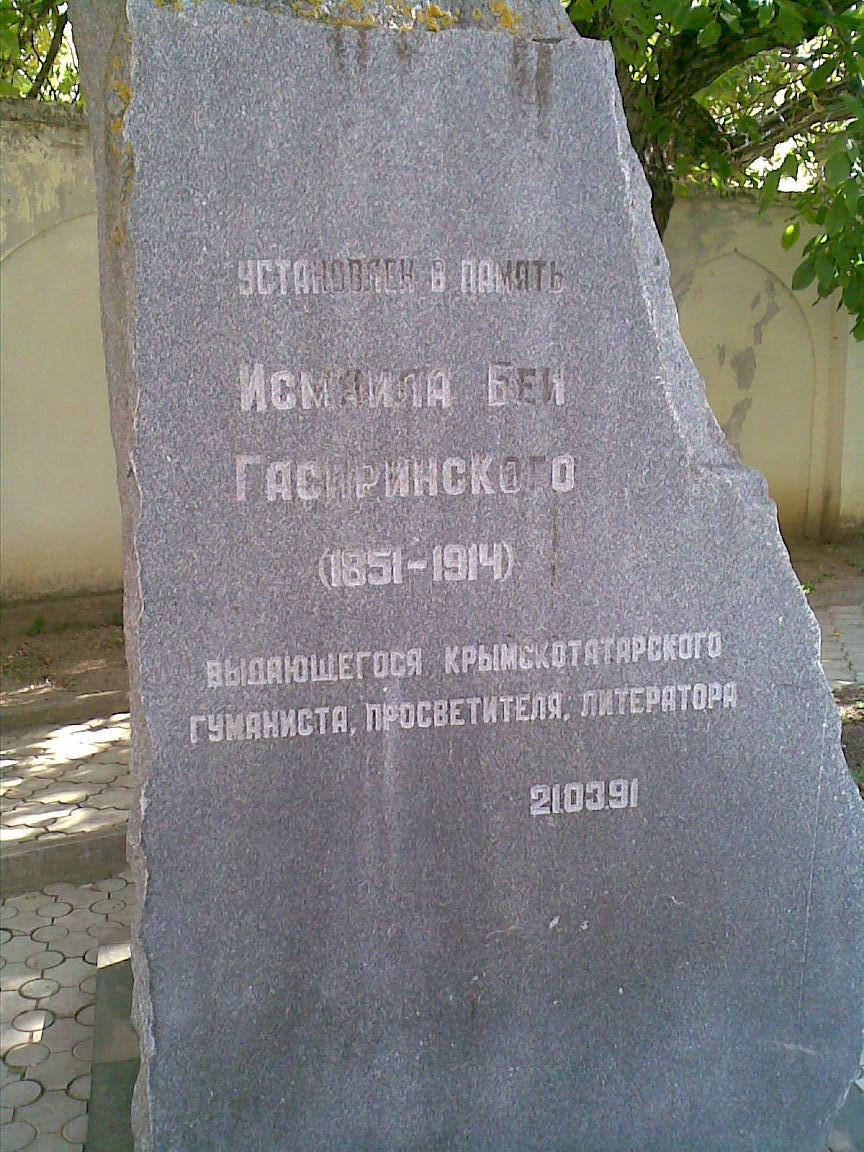
Стела на честь Ісмаїла Гаспринського

У 1917 році медресе реорганізовене в Менґлі-Ґерайський інститут «Зинджирли» з 8-річним курсом навчання.
В радянські часи у будівлі медресе тривалий час розташовувався психоневрологічний диспансер.
У 1965—1966 роках проведено ремонтно-реставраційні роботи.

### Сучасність
У 2007 році уряд Туреччини виділив $ 2,75 млн на відновлення Зинджирли-медресе та дюрбе першого кримського хана Хаджі Ґерая.
У теперішній час пам'ятка входить до складу Бахчисарайського історико-культурного заповідника.

## Фото

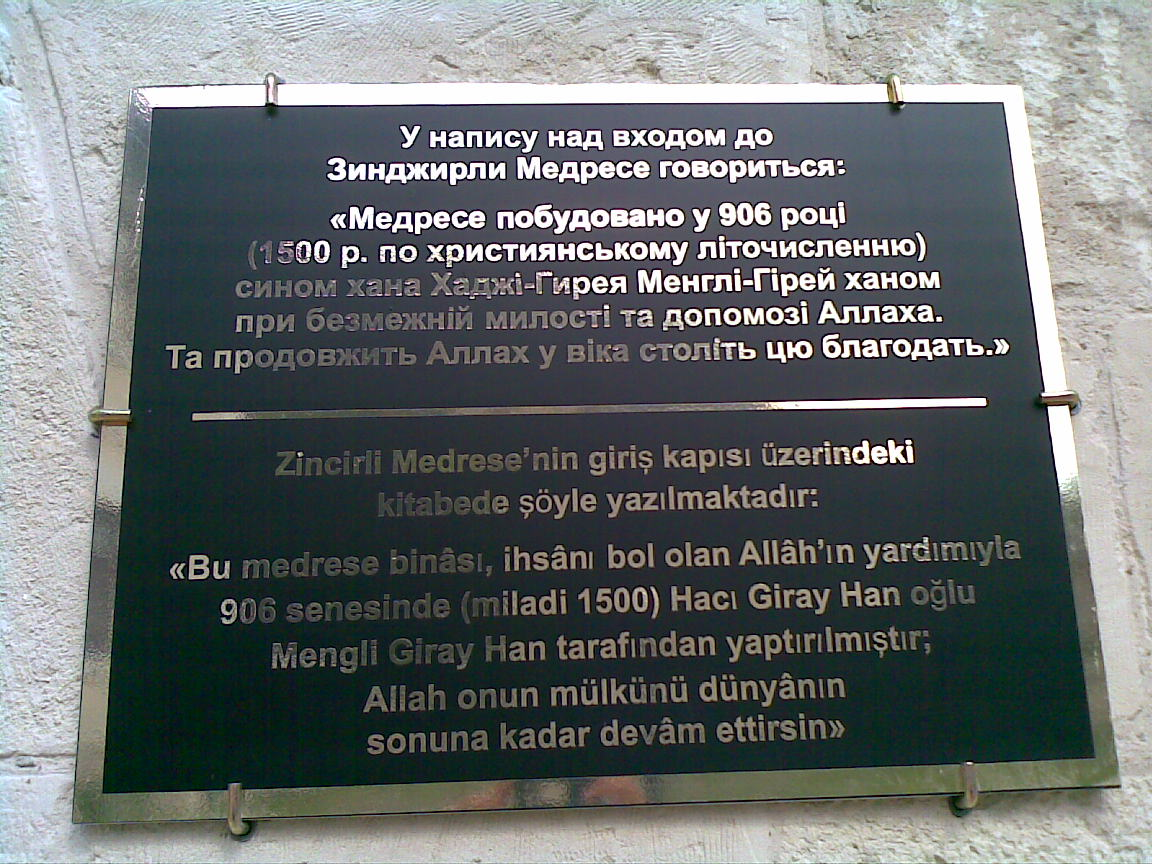
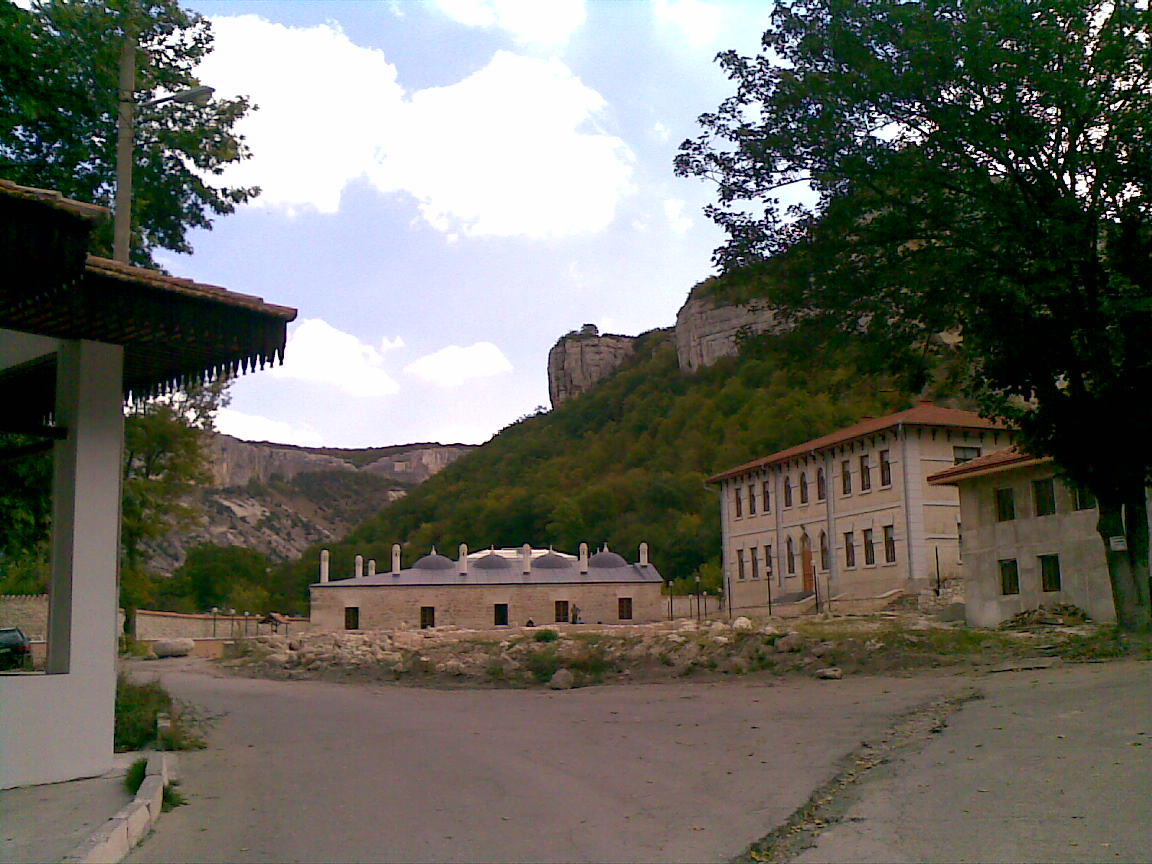
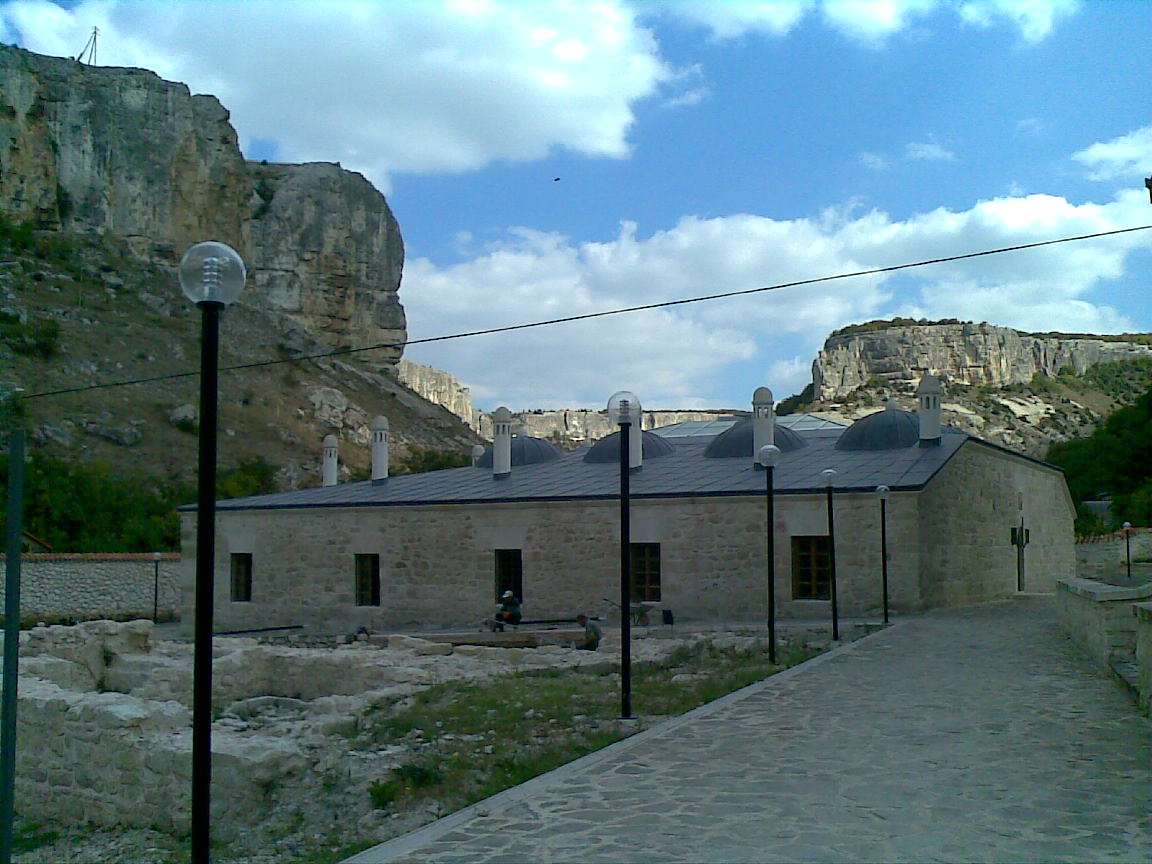
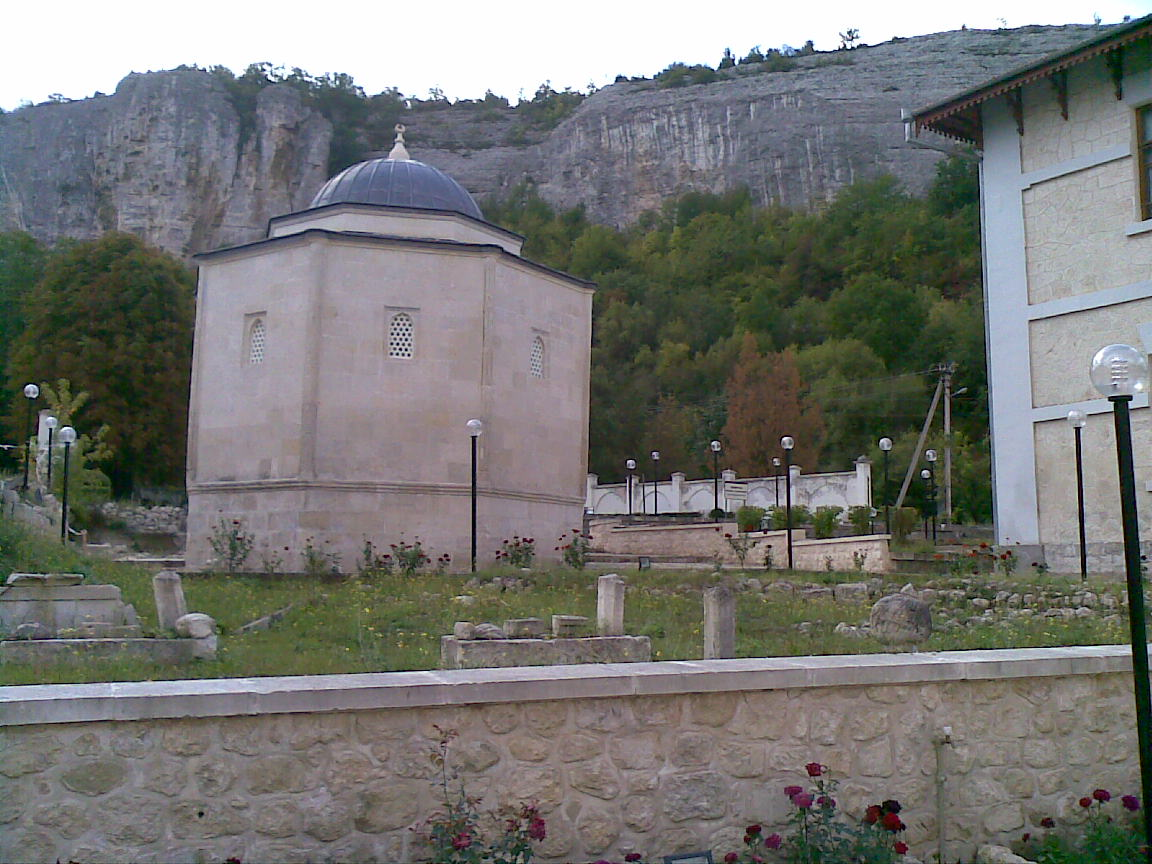
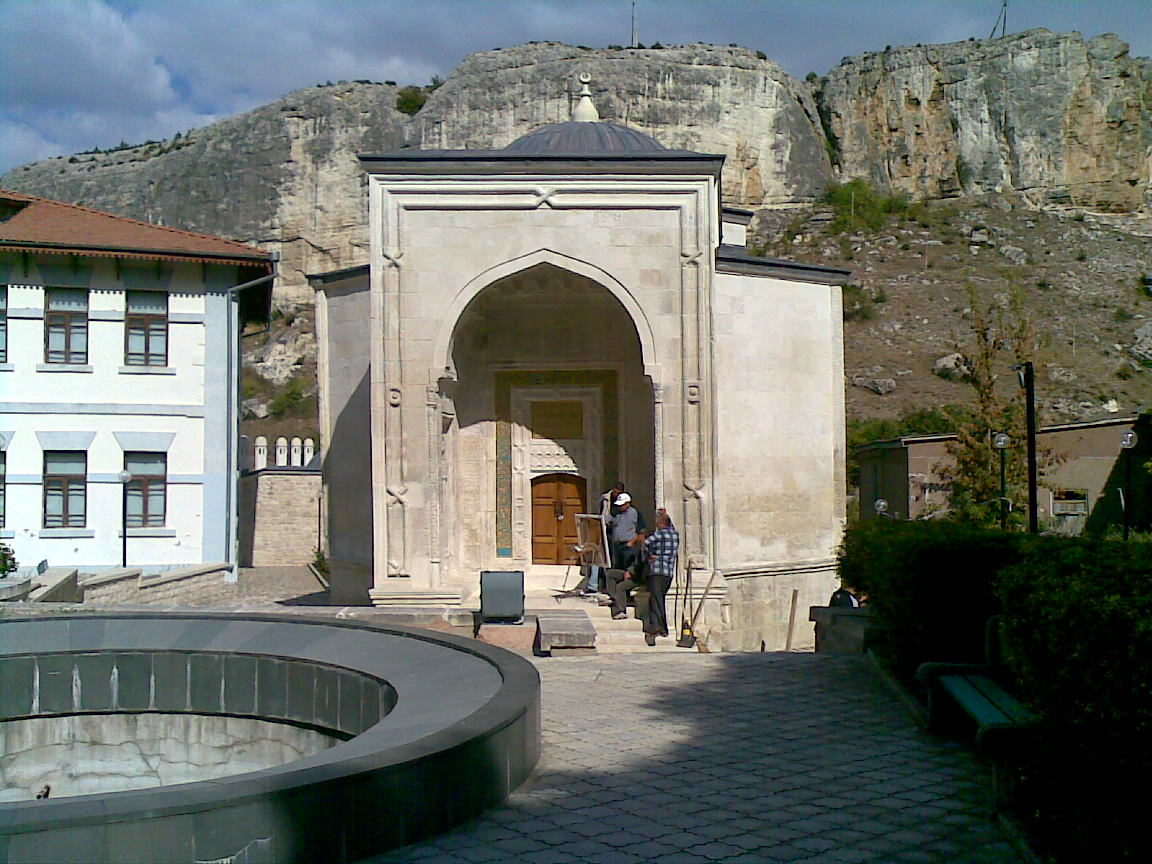
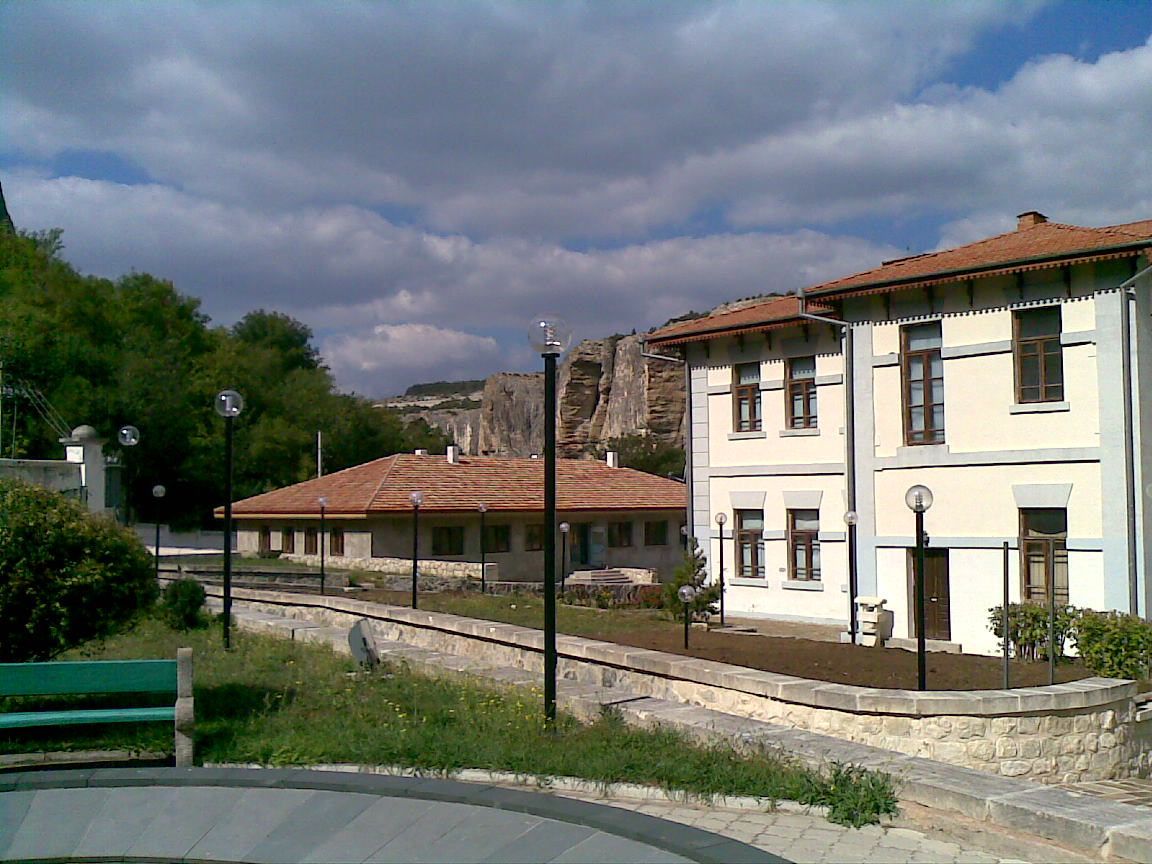
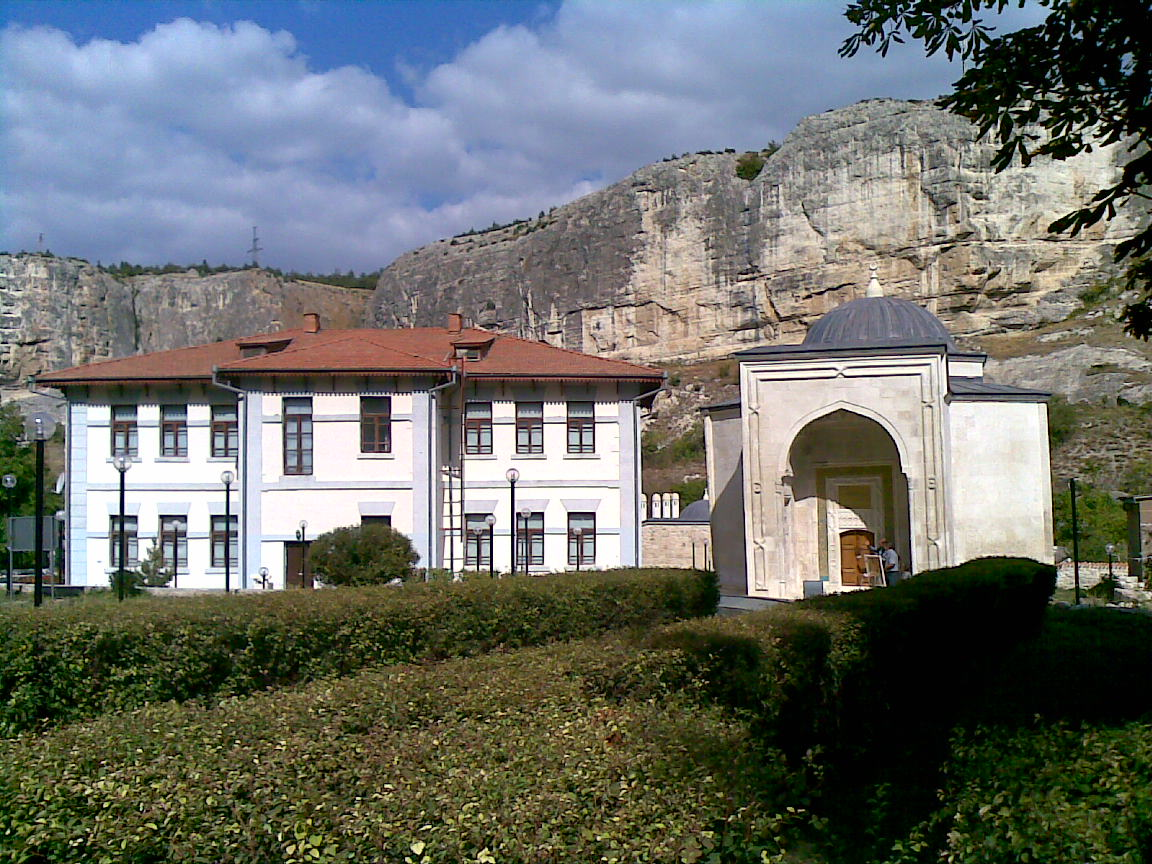
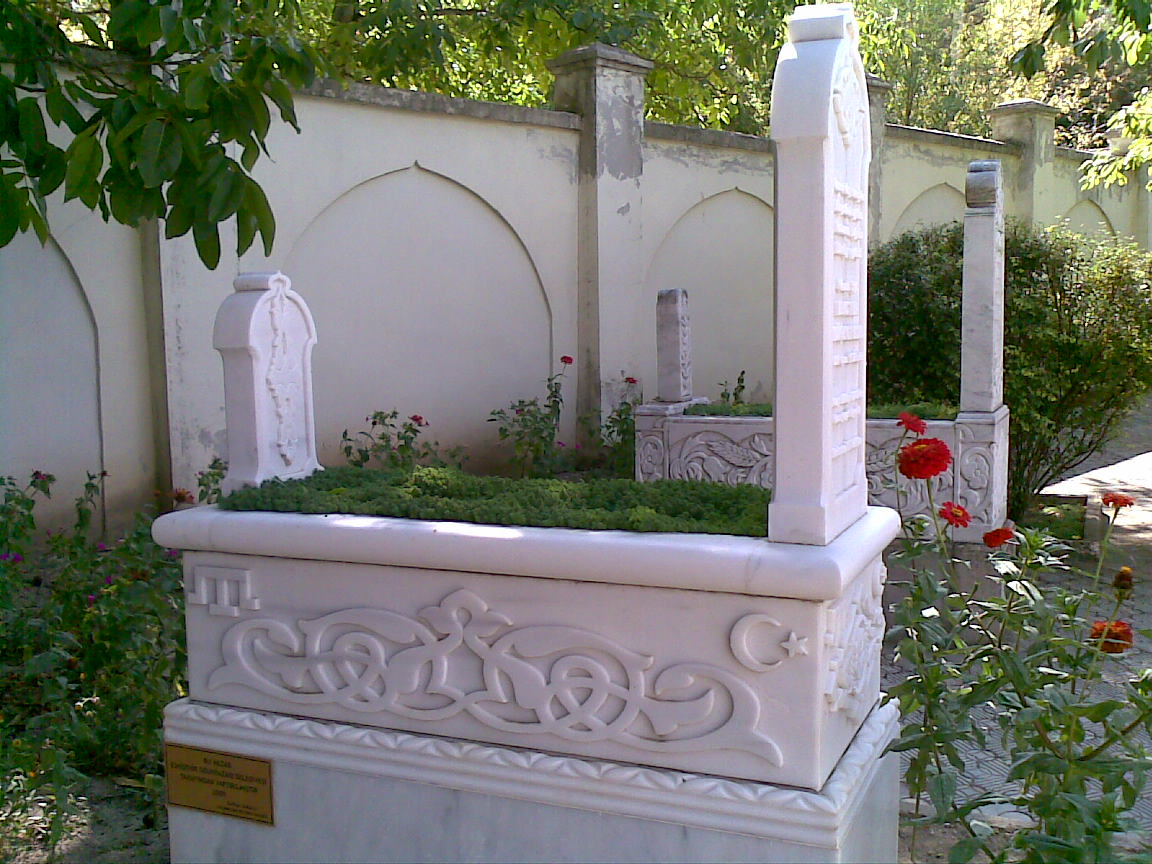
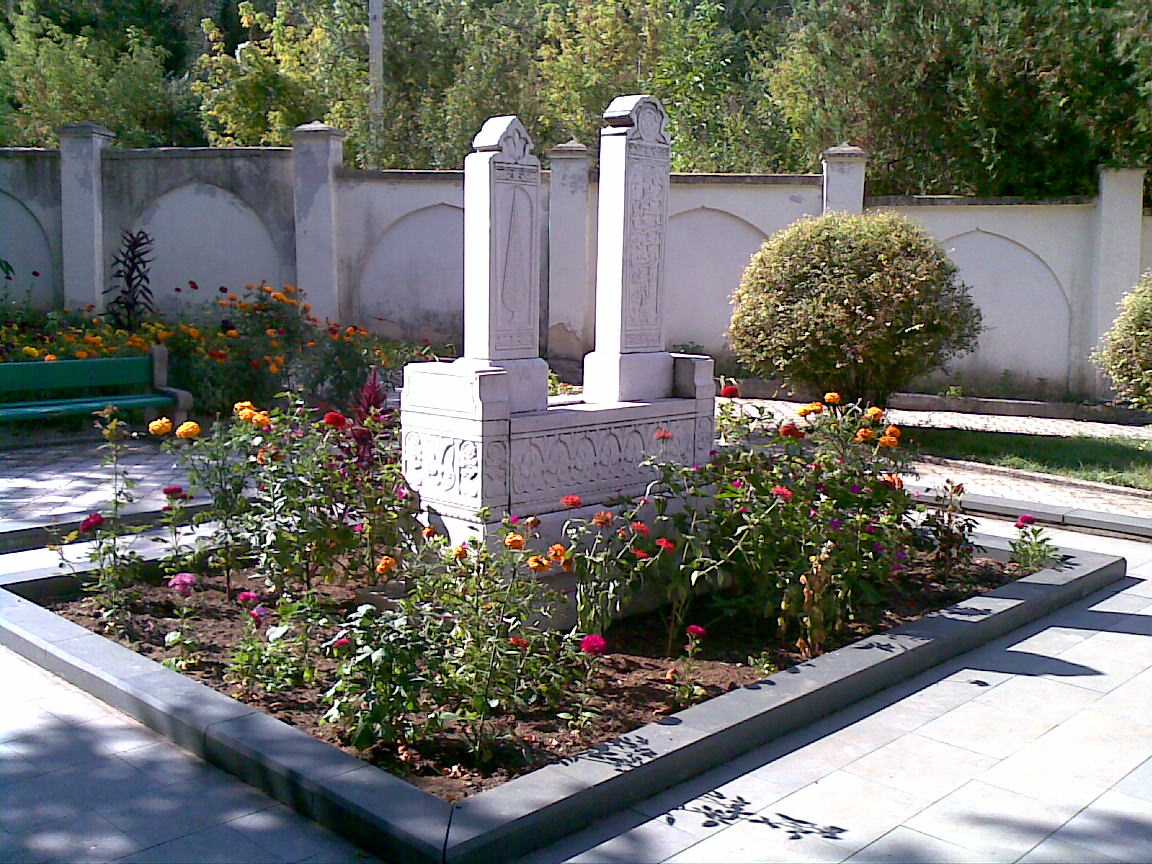
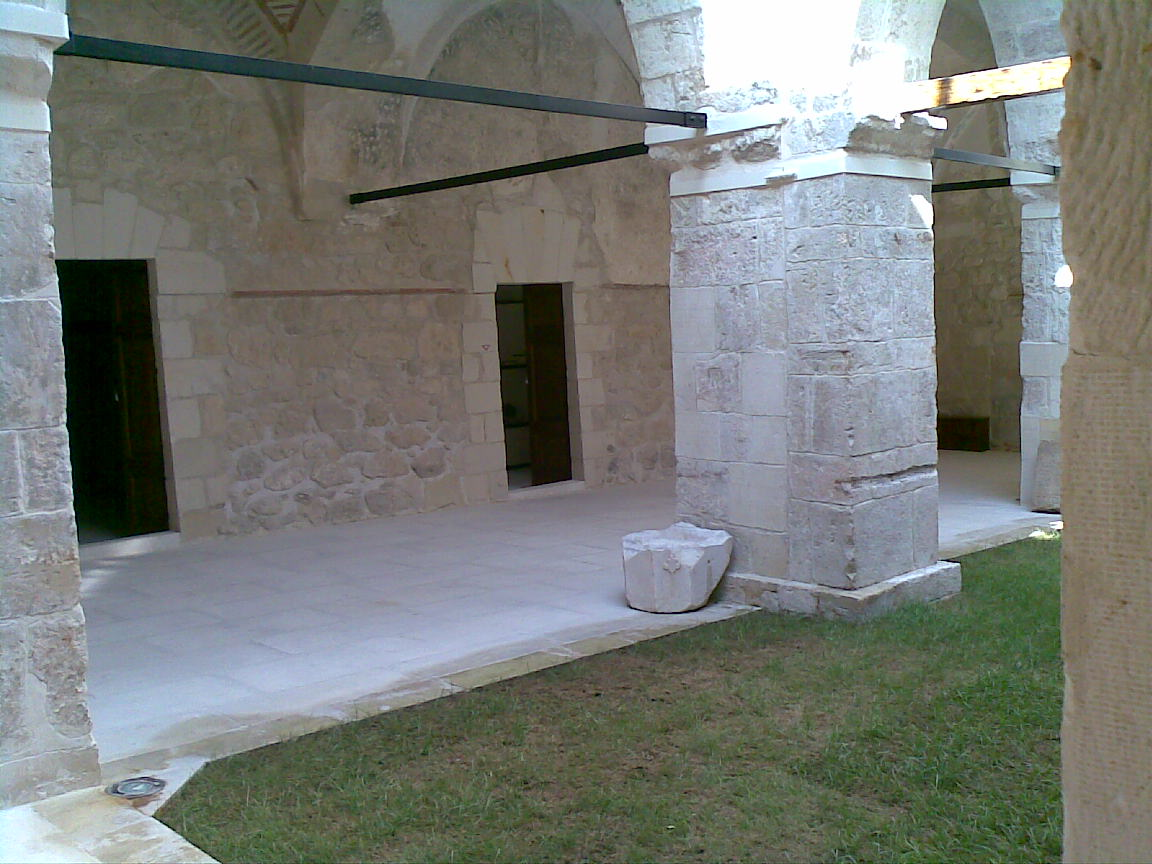
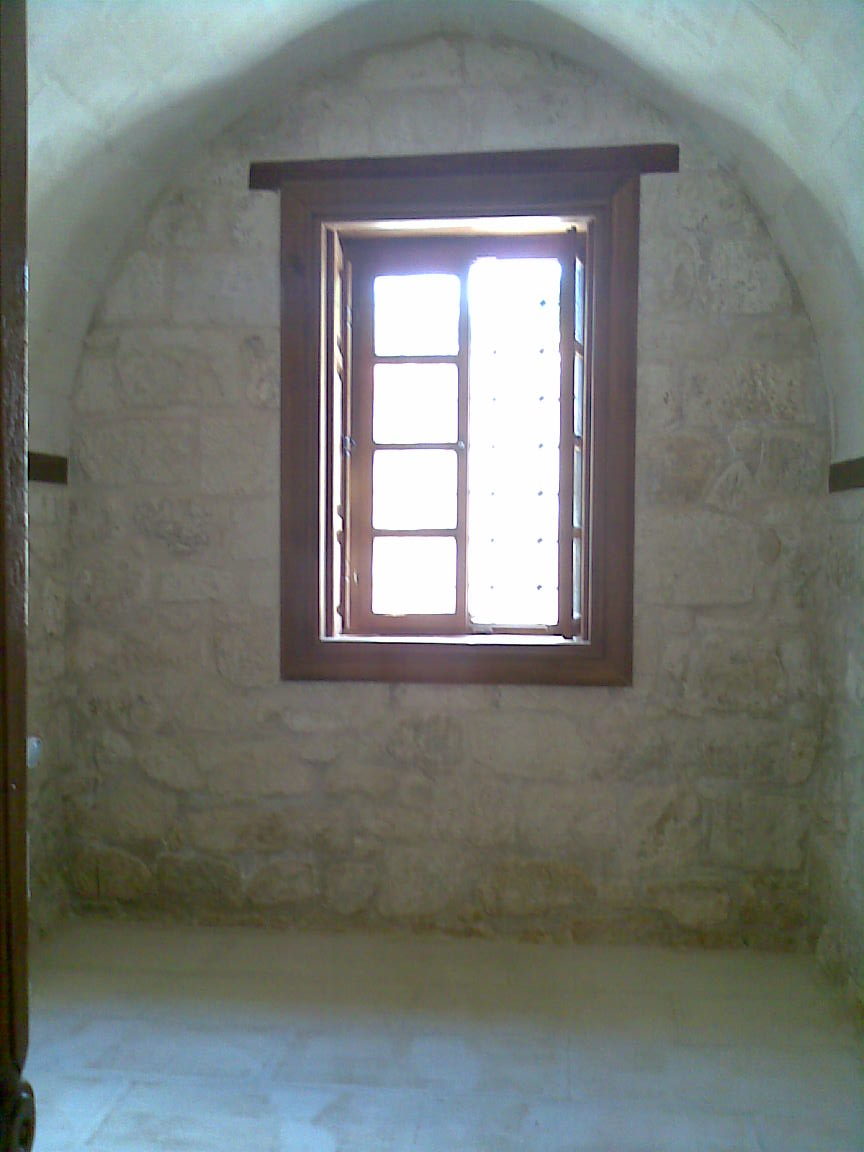
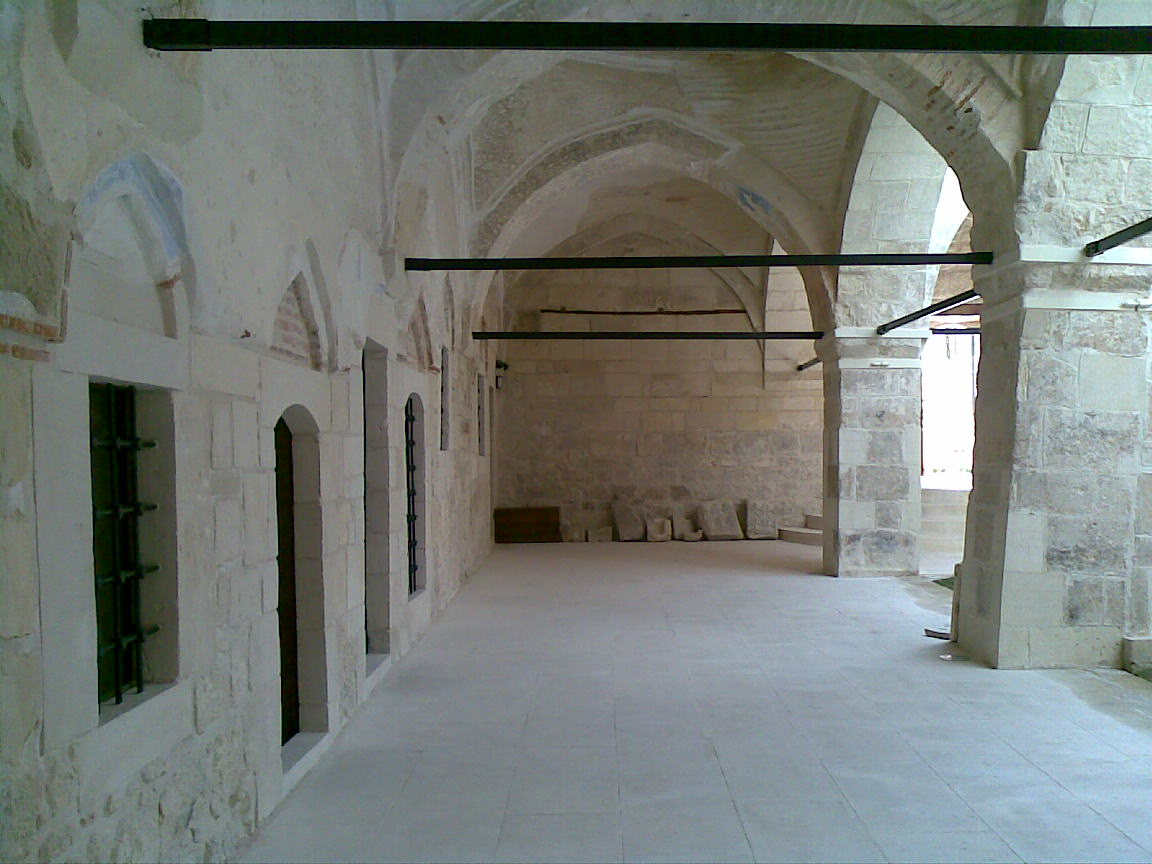

## Відомі люди
Викладачі Зинджирли-медресе:
- Ісмаїл Гаспринський;
- Осман Нурі Акчокракли.